# 本町 (青梅市)
本町（ほんちょう）は、東京都青梅市に存在する地名である。郵便番号は198-0083 。

## 概要・地理
青梅市の青梅地区の中心に位置する。青梅駅周辺は商店が建ち並んでおり、駅北側は青梅丘陵に面し、小学校や永山公園の敷地になっている。
もと青梅の宿を川の流れに従って、西よりそれぞれ上宿、中宿、下宿といったのを上町、中町、本町と改められた。なお本町はかつては下町とも呼ばれていた。

## 歴史
「青梅市の歴史」「青梅町の歴史」も参照。
- 1875年(明治8年) - 青梅村より青梅町に変更（大字青梅の範囲）。
- 1889年（明治22年）4月1日 - 町村制の施行に伴い、青梅町、勝沼村、西分村、日向和田村が合併して神奈川県西多摩郡青梅町が発足（青梅市の青梅地区の範囲）。
- 1893年（明治26年）4月1日 - 東京府へ移管。
- 1943年（昭和18年）7月1日 - 東京都制施行。
- 1951年（昭和26年）4月1日 - 霞村、調布村との合併により青梅市が発足。同日青梅町廃止。大字青梅は青梅地区の一部となる。
- 1998年（平成10年）10月 - 青梅地区の大字青梅より分割された地名の一つとして現在に至る。

## 世帯数と人口
2021年（令和3年）3月1日現在の世帯数と人口は以下の通りである。
- 世帯数 - 437世帯
- 人口 - 843人

## 小・中学校の学区
市立小・中学校に通う場合、学区は以下の通りとなる。
| 町名 | 小学校             | 中学校             |
| ---- | ------------------ | ------------------ |
| 全域 | 青梅市立第一小学校 | 青梅市立第一中学校 |

## 公共機関

### 警察
- 警視庁青梅警察署（青梅市野上町）
  - 青梅駅前交番（本町）

### 消防
- 東京消防庁青梅消防署（青梅市師岡町）
  - 第一分団（青梅地区）[8]

### 公園
- 永山公園

## 地域

### 学校教育

#### 小学校
市立
- 青梅市立第一小学校（本町）

## 経済

### 商業施設
- 青梅駅前にはかつて大型商業施設「ポポロショッピングセンター（青梅駅前ビル）」（現在は店舗付きマンションになっている）や「長崎屋（青梅協栄ビル）」があり、このうち「長崎屋」については2002年をもって閉店し、地下のマルフジ食品館は2015年まで営業していた[9][10][11]。
- セブンイレブン青梅駅前店

## 交通

### 鉄道
- JR東日本 青梅線 青梅駅

### バス
- 都営バス 花小金井駅方面
- 西東京バス 青梅市民斎場方面

### 道路
主要地方道
- 東京都道・埼玉県道28号青梅飯能線（旧青梅街道）

一般都道
- 東京都道196号青梅停車場線

## 名所・旧跡・社寺

### 名所・旧跡
- 旧稲葉家住宅（森下町）

### 社寺

#### 神社
- 金刀比羅神社
- 青梅穴守稲荷大明神